# Haplogonaria psammalia
Haplogonaria psammalia är en plattmaskart som beskrevs av Faubel 1974. Haplogonaria psammalia ingår i släktet Haplogonaria och familjen Haploposthiidae. Inga underarter finns listade i Catalogue of Life.